# Bolesław I van Mazovië
Bolesław I van Mazovië (circa 1208 - 25 februari 1248) was een Poolse prins uit het huis Piasten. Van 1229 tot 1232 was hij hertog van Sandomierz, van 1232 tot 1247 hertog van Dobrzyń en van 1247 tot 1248 hertog van Mazovië.

## Levensloop
Hij was de tweede zoon van hertog Koenraad I van Mazovië, eveneens groothertog van Polen, en diens gemalin Agatha van Vladimir. Na de dood van zijn oudere broer Przemysł in 1228, werd Bolesław het oudst overlevende kind van de familie.
Bolesław werd al snel betrokken bij de ambitieuze politieke projecten van zijn vader. Zo was Bolesław in 1227 aanwezig bij de onderhandelingen over wie de vermoorde groothertog Leszek I van Polen moest opvolgen. Nadat de onderhandelingen mislukten, ontving Bolesław I van zijn vader het grondgebied rond de stad Dobrzyń nad Wisłą. Nadat zijn vader in 1229 een deel van het hertogdom Sandomierz ontving, kreeg Bolesław I dit gebied in handen. Het gebied dat hij al had ging dan naar zijn jongere broer Ziemovit I.
Ook steunde Bolesław zijn vader in zijn poging om Krakau te veroveren. Door een snelle interventie van Hendrik I, hertog van Silezië, mislukte dit plan echter. Hendrik I slaagde er zelfs in om het deel van het hertogdom Sandomierz dat Bolesław I in handen had te veroveren. In de plaats schonk Koenraad I zijn zoon stukken grondgebied in Mazovië. 
Toen groothertog Hendrik II van Polen in 1241 was gesneuveld, steunde Bolesław I zijn vader toen hij opnieuw Krakau probeerde te veroveren. Koenraad I slaagde erin en werd de nieuwe groothertog van Polen, tot hij in 1243 werd verslagen en terug moest keren naar Mazovië.
Na de dood van zijn vader in 1247 erfde Bolesław het hertogdom Mazovië en het meeste grondgebied. Zijn jongere broer Casimir I, hertog van Koejavië, was daar niet tevreden mee en vond dat hij meer grondgebied had moeten verwerven. Er brak een strijd uit tussen de twee broers, maar nog voor de oorlog effectief begon, overleed Bolesław in de lente van 1248 onverwacht.
Doordat hij geen nakomelingen had, schonk Bolesław volgens zijn laatste wil zijn gebieden aan zijn jongere broer Ziemovit I. Zijn andere broer Casimir I was daar zeer ontevreden mee en al snel brak er oorlog uit tussen de twee overlevende broers.

## Huwelijken
In 1232 huwde Bolesław I met Gertrude van Polen, dochter van groothertog Hendrik II van Polen. Hun huwelijk bleef kinderloos.
Na de dood van zijn vrouw hertrouwde Bolesław tussen 1245 en 1247 met Anastasia, dochter van prins Alexander Vsevoloditsj van Bielsk. Ook dit huwelijk bleef kinderloos.